# Foresta di Sorilis
La foresta di Sorilis  è un complesso forestale appartenente al demanio della regione Sardegna. Si estende in comune di Olbia, nella parte settentrionale dell'Isola, su una superficie di 1023 ettari tra quota 350 e il rilievo più elevato di punta Sorilis, a 709 metri s.l.m.
Acquisita al demanio regionale negli anni 1972-73 attraverso l'acquisto da privati di un centinaio di appezzamenti di non ampia estensione, la foresta non presenta grande interesse a causa del degrado subito da un uso intensivo del territorio a pascolo e dai numerosi incendi che si sono susseguiti nel tempo. La parte di area interessata dalla presenza di soprassuolo è composta da formazioni artificiali miste di conifere e latifoglie con pino domestico, pino marittimo, pino d'Aleppo e pino laricio, cedro del Libano, cipresso oltre a leccio, sughera e roverella, questi ultimi autoctoni.
Il contingente floristico presenta alcune entità endemiche come Silene nodulosa, Morisia monantha, Arenaria balearica.
Il complesso è raggiungibile prendendo la provinciale n° 24 che da Olbia conduce a Loiri Porto San Paolo, dopo aver superato le frazioni di Berchiddeddu e infine di Pedru Gaias.